# Rio de San Salvador

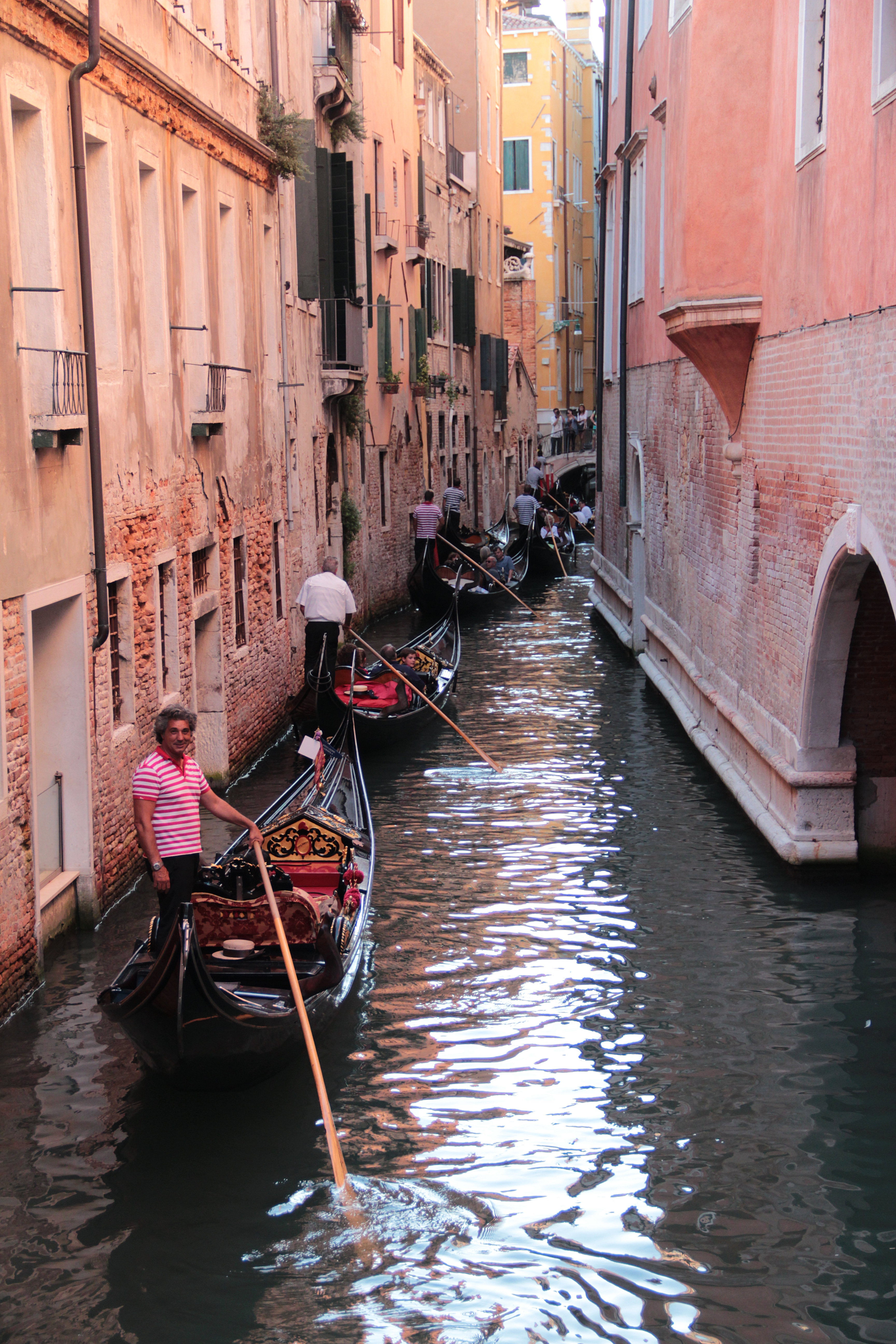
Acest canal foarte îngust este foarte popular printre gondolieri.

Rio di San Salvadore (în venețiană Rio de San Salvador; canalul Preasfântului Mântuitor) sau rio del Lovo este un canal din Veneția în sestiere San Marco. 

## Origine
- Numele canalului provine de la Biserica San Salvador, aflată în apropiere.
- Numele de familie Lovo se regăsește în registrele secolele al XVI-lea și al XVII-lea. În 1675 pentru a compensa o datorie a lui Pasqualin Pizzoni, un oarecare Luigi Lovo vinde la licitație altarul Sf. Lorenzo, pe care îl avea în biserica San Salvador. Cuvântul venețian lovo înseamnă, de asemenea, lup sau batog uscat.

## Descriere
Acest canal este o cale foarte uzitată de gondolieri. El are o lungime de 217 metri și prelungește rio dei Ferali, rio dei Bareteri și rio dei Scoacamini în direcția nord-vest până la Canal Grande. 
Canalul trece mai întâi pe sub ponte de le Balote aflat pe callea omonimă. Balote sau pallottole desemnau baloții utilizați în alegerea dogilor, fabricați mai întâi din ceară, apoi din lenjerie. Mai la nord-vest, canalul trece pe sub Ponte del Lovo, conectând callea același nume cu calle del Teatro, ultima referindu-se la Teatrul Carlo Goldoni, aflat în imediata apropiere.
În cele din urmă, canalul curge de-a lungul Scuola Grande di San Teodoro de pe malul său estic înainte de a se vărsa pe sub podul Ludovico Manin în Canal Grande între Palatul Dolfin Manin (la est) și Palatul Bembo (la vest). Acest pod leagă Riva del Ferro și Riva del Carbon.

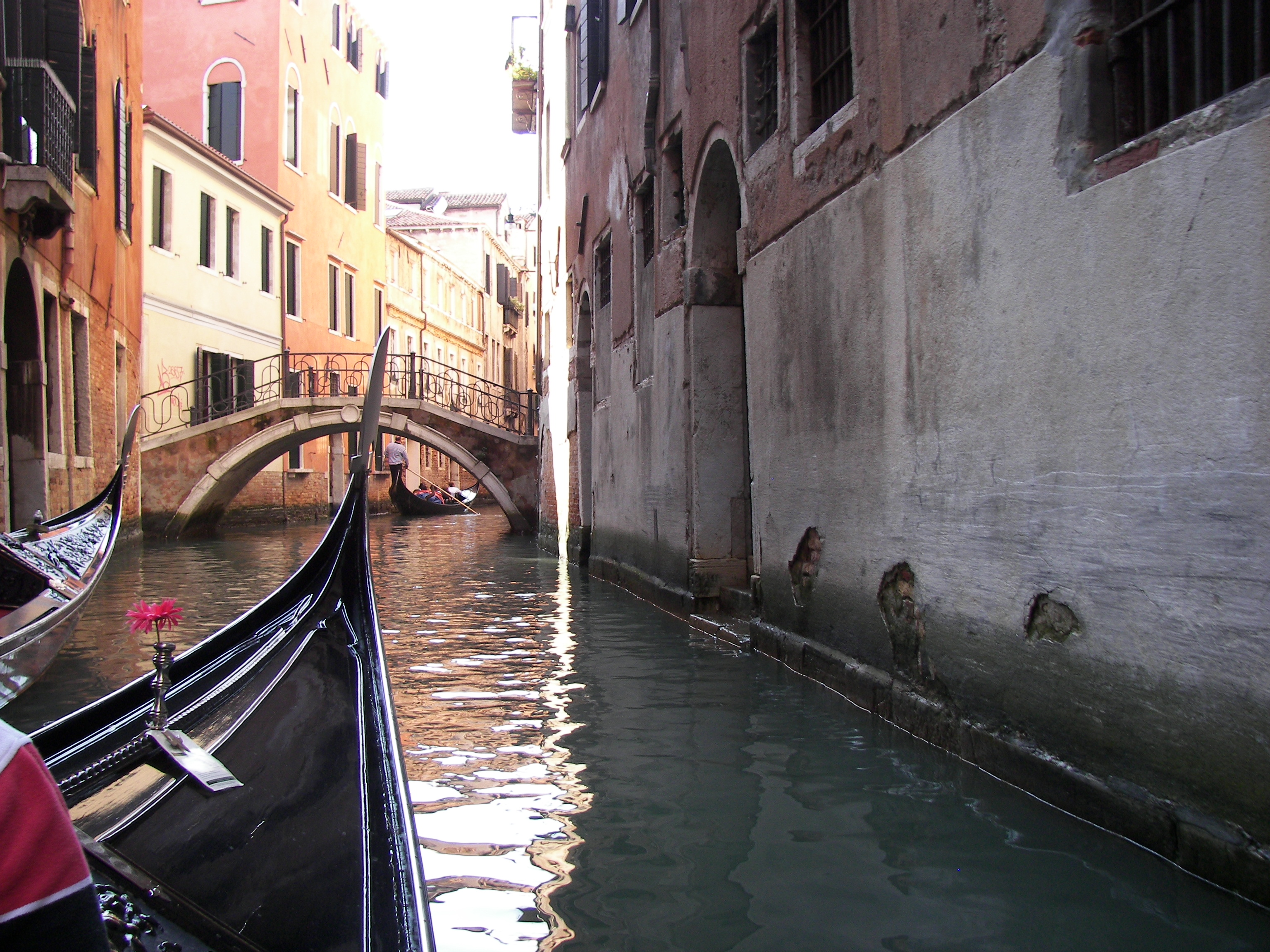
Ponte de le Balote
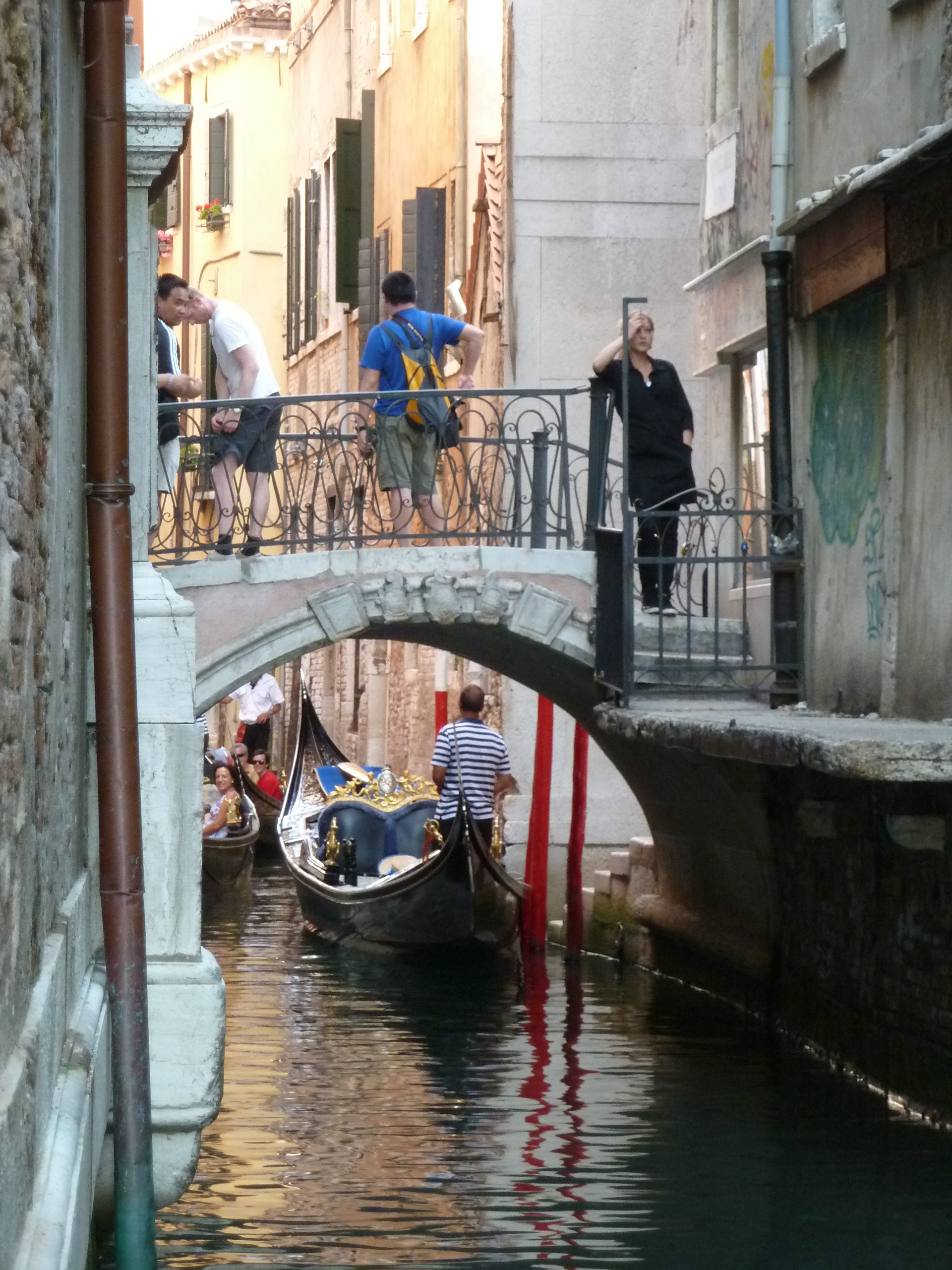
Ponte del Lovo
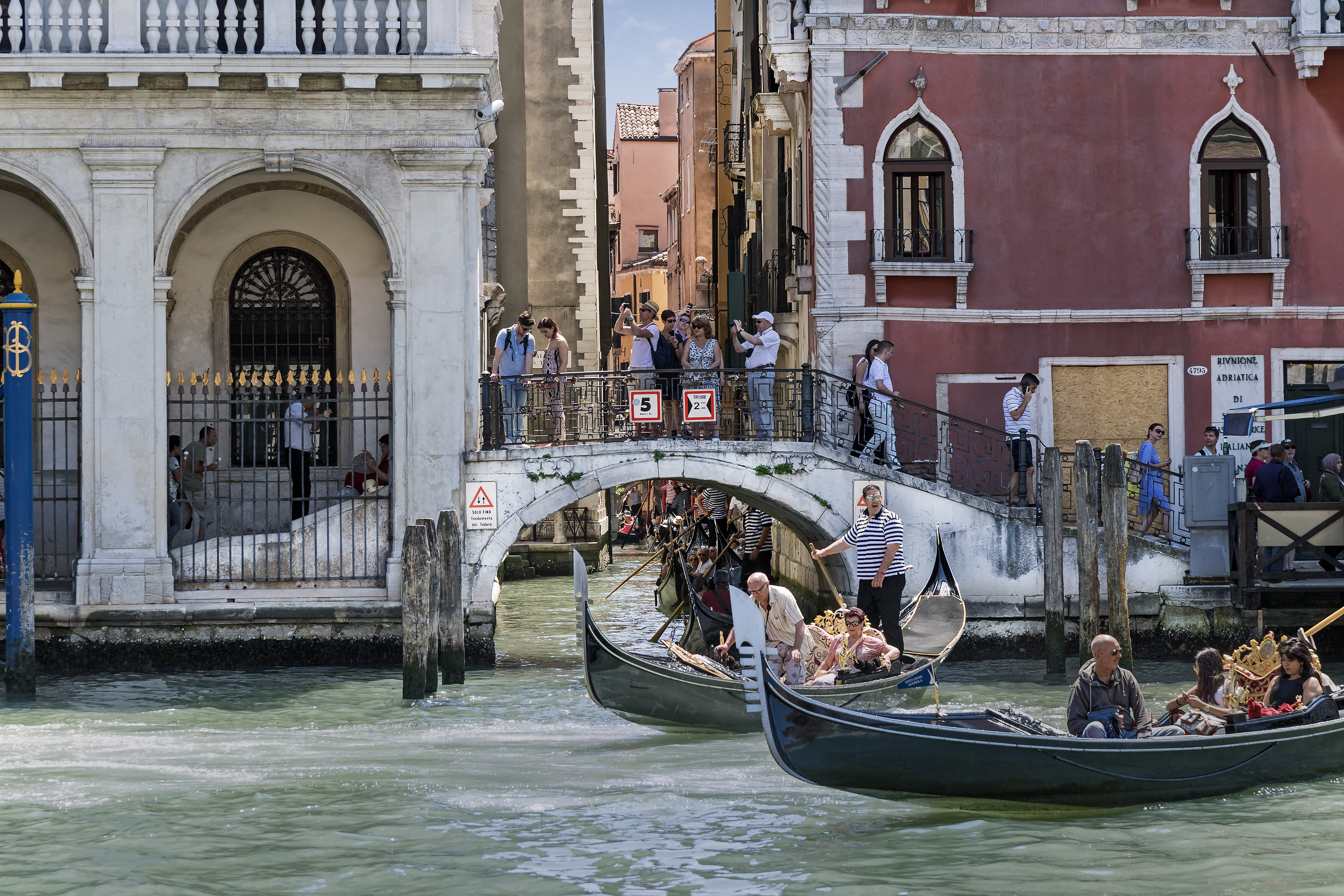
Podul Ludovico Manin